# 말등포연대
말등포연대(末等浦煙臺)는 대한민국 제주특별자치도 서귀포시 성산읍 온평리에 있는 연대이다. 1973년 4월 3일 제주특별자치도의 기념물 제23-1호로 지정되었다.

## 개요
연대는 횃불과 연기를 이용하여 정치 ·군사적으로 급한 소식을 전하던 통신수단을 말한다. 봉수대와는 기능면에서 차이가 없으나 연대는 주로 구릉이나 해변지역에 설치되었다. 낮에는 연기로 밤에는 횃불을 피워 신호를 보냈다.
말등포연대는 제주대 안 38개의 연대 가운데 원래의 모습이 잘 남아 있는 곳이다. 모서리마다 큰 판돌로 쌓아올려 연대를 만드는 제주도만의 특이한 방식을 잘 볼 수 있으며, 높이는 3.6m이다.
정의현에 소속되어있는 연대로, 동쪽으로는 협자연대, 서쪽으로는 천미연대와 연락을 주고 받았으며, 정의현에 소속되어 있는 6명의 별장과 봉군 12명이 배치되어 교대로 지켰다고 한다.

## 참고 자료
- 말등포연대 - 국가유산청 국가유산포털